# 兵庫県道208号二見港土山線
兵庫県道208号二見港土山線（ひょうごけんどう208ごう ふたみこうつちやません）は、兵庫県明石市から加古川市に至る一般県道である。

## 概要
明石市二見町南二見から加古川市平岡町土山に至る。

### 路線データ
- 起点：明石市二見町南二見（二見大橋南）
- 終点：加古川市平岡町土山（土山交差点、国道2号上、兵庫県道84号宗佐土山線・兵庫県道514号志染土山線終点）
- 総延長：3.784 km

## 路線状況

### 重複区間
- 国道2号・兵庫県道514号志染土山線（明石市魚住町清水・清水交差点 - 加古川市平岡町土山・土山交差点（終点））

### 道路施設

#### 橋梁
- 二見大橋（明石市）

## 地理

### 通過する自治体
- 兵庫県
  - 明石市 - 加古川市

### 交差する道路
| 交差する道路                                                                     | 市町村名 | 交差する場所 | 交差する場所           |
| -------------------------------------------------------------------------------- | -------- | ------------ | ---------------------- |
| 兵庫県道718号明石高砂線                                                          | 明石市   | 二見町南二見 | 南二見人工島入口交差点 |
| 兵庫県道554号姫路明石自転車道線                                                  | 明石市   | 二見町西二見 |                        |
| 国道250号 / 明姫幹線                                                             | 明石市   | 二見町西二見 | 山口の西交差点         |
| 国道2号 重複区間起点 兵庫県道514号志染土山線 重複区間起点                        | 明石市   | 魚住町清水   | 清水交差点             |
| 国道2号 重複区間終点 兵庫県道84号宗佐土山線 兵庫県道514号志染土山線 重複区間終点 | 加古川市 | 平岡町土山   | 土山交差点 / 終点      |

### 交差する鉄道
- 山陽電気鉄道本線
- 山陽新幹線
- 山陽本線

### 沿線
- 二見港
- 山陽電気鉄道本線 西二見駅
- 兵庫県立明石西高等学校
- JR西日本山陽本線 土山駅